# 安尼斯夸姆 (麻薩諸塞州)
安尼斯夸姆（英語：Annisquam）是位於美國麻薩諸塞州艾塞克斯縣的一個非建制地區。

## 地理
安尼斯夸姆所處的海拔為高於海平面18米（即59英呎），而該地所採用的時區為UTC-5，即北美东部時區（EST）。同時該地設有夏令時間，為UTC-5調快一小時，即UTC-4（EDT）。